# Sofía Suescun Galdeano
Sofía Suescun Galdeano   (Pamplona, 4 de juliol de 1996) és una celebritat, col·laboradora de televisió i influenciadora espanyola que es va donar a conèixer després de participar a Gran Hermano 16 i Supervivientes 2018, programes de telerealitat en què es va alçar amb el títol de guanyadora.
El 2021 Suescun va fitxar per IN Management, l'agència de representació de creadors de contingut digital creada per Dulceida. Des d'aleshores ha realitzat col·laboracions amb marques reconegudes internacionalment, entre elles Netflix, que van des de presentar un especial del programa Amor ConFianza o una campanya de promoció de Falso Amor en xarxes socials. A més col·labora amb la plataforma digital Starz Play com a presentadora per a promocionar Express juntament amb els protagonistes, Bernardo Flores i Maggie Civantos. També va ser portada de la revista Xmag al número publicat al desembre de 2022 i va treure una línia de roba d'estiu i complements amb Shein el 2023.